# Spodnje Mladetiče
Spodnje Mladetiče este o localitate din comuna Sevnica, Slovenia, cu o populație de 48 de locuitori.